# Coone
Coone, artistnamn för Koen Bauweraerts, född 30 maj 1983, är en belgisk producent och DJ inom hardstyle och närliggande genrer. Han startade sin musikkarriär 2002. Han har bland annat gjort den officiella hymnen till festivalen Defqon.1 2014, Survival of the Fittest.